# Как полюбить соседку
«Как полюбить соседку» (англ. Falling in Love with the Girl Next Door) — американский кинофильм в жанре комедия. Фильм был снят по заказу телеканала «Hallmark». В России был показан по русской версии телеканала «Hallmark».
Не рекомендуется детям до 16 лет.

## Сюжет
Тереза Коннолли возвращается домой в солнечный Лос-Анджелес, распрощавшись с тихим Северо-западом. Она поселяется в квартире вместе со своей бывшей университетской соседкой по комнате Энджелой. Тереза начинает новую жизнь.

## В ролях
| Актёр            | Роль             |
| ---------------- | ---------------- |
| Шелли Лонг       | Бетси Лукас      |
| Патти Дьюк       | Бриджет Коннолли |
| Кристал Аллен    | Тереза Коннолли  |
| Кен Марино       | Марк Лукас       |
| Патрик Даффи     | Джеймс Коннолли  |
| Брюс Бокслейтнер | Фрэнк Лукас      |